# John Serkei
John Serkei (Paramaribo, Suriname, 13 september 1953) is een acteur, scriptschrijver en producer.
Serkei studeerde in 1986 af als acteur aan de Arnhemse Toneelschool. Naast het acteren is hij de initiator en creative producer geweest van zowel theater- als televisie producties. Serkei is ook actief als schrijver van toneelteksten, waarvan enkele zijn opgevoerd.

## Televisieseries
- Vrouwenvleugel - Joop Koenders (1994)
- Goede tijden, slechte tijden - Emmanuel Delacroix (1994-1996)
- All Stars - Harry (1997)
- Baantjer - Rudolf Samrad (1999)
- Goudkust - Aaron Zuidgeest (2000-2001)
- Onderweg naar Morgen - Frank Scholten (2006-2007)
- Flikken Maastricht - Punjab (2007)
- Oogappels - Vader Marcel (2019-heden)